# Người bán thách

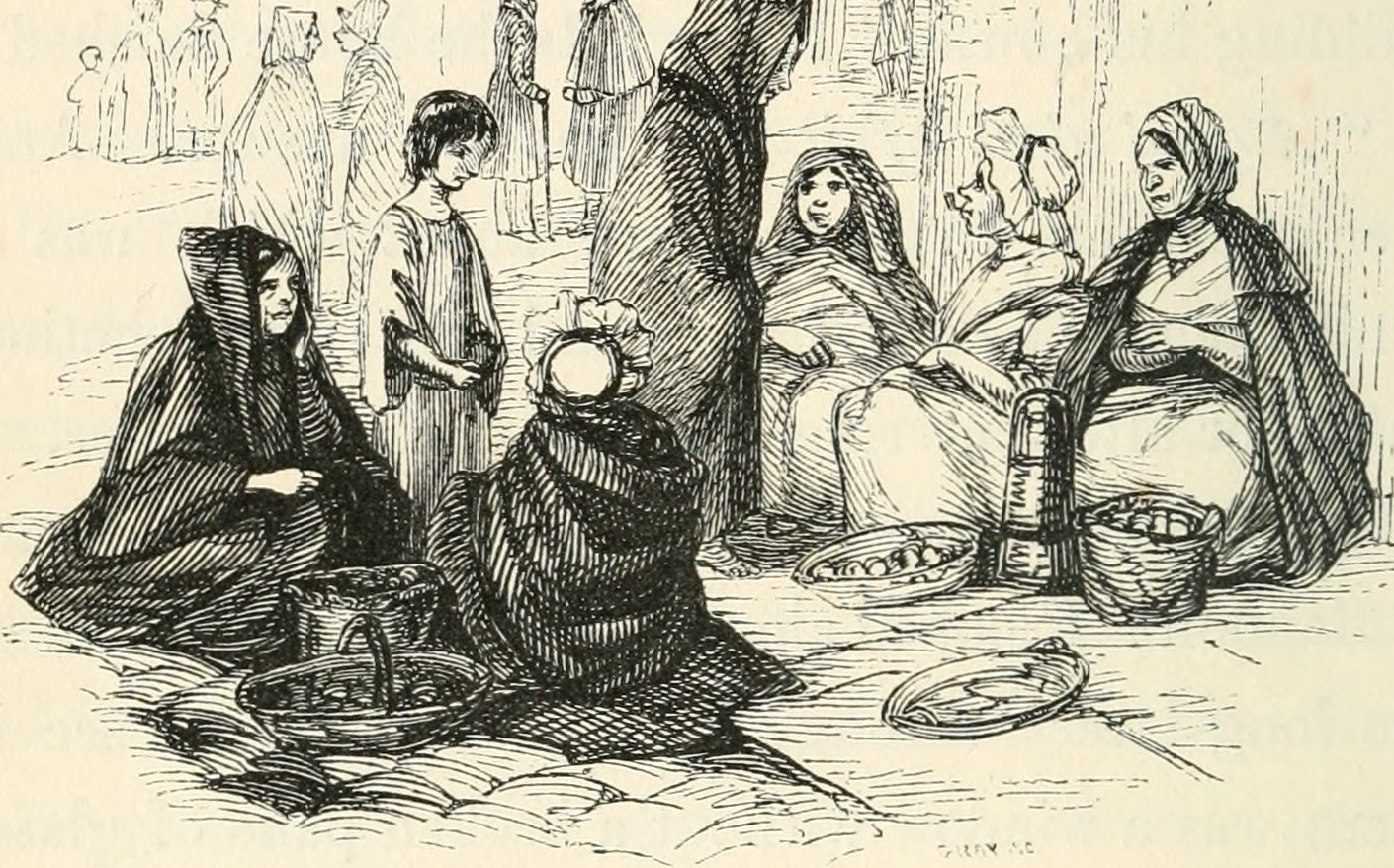
Phụ nữ đang cò kè mặc cả trong Sách phác thảo Ailen, năm 1845

Thuật ngữ người bán thách hay người bán ngã giá (tiếng Anh: huckster) mô tả một người bán một cái gì đó hoặc phục vụ lợi ích thiên vị, sử dụng chiến thuật tự đề cao hoặc phô trương. Trong lịch sử, thuật ngữ "huckster" được áp dụng cho bất kỳ loại nhà cung cấp hoặc đại lý bán lẻ nào, nhưng theo thời gian, nó đã giả định những ý nghĩa sai lầm đặc biệt.

## Từ nguyên
Ý nghĩa ban đầu của huckster là một người bán các mặt hàng nhỏ, bán tận nhà hoặc từ một quầy hàng hoặc cửa hàng nhỏ, như gánh hàng rong hoặc người bán dạo vỉa hè. Thuật ngữ này có thể bắt nguồn từ tiếng Anh hucc có nghĩa là mặc cả. Từ này được sử dụng vào khoảng năm 1200 (dưới dạng "huccsteress"). Trong thời trung cổ, từ này cho rằng từ này kết thúc bằng chữ "ster" như trong huck ster phản ánh thực tế rằng hầu hết những người buôn bán vặt là phụ nữ. Từ này giả định nhiều cách viết khác nhau vào các thời điểm khác nhau: hukkerye, hukrie, hockerye, huckerstrye hoặc hoxterye. Từ này vẫn còn được sử dụng ở Anh vào những năm 1840, khi nó xuất hiện dưới dạng chiếm đóng chợ đen. Đó là liên quan đến tiếng Hà Lan thời Trung cổ hokester, hoekster và tiếng Đức tiền Trung Cổ höker, nhưng xuất hiện sớm hơn so với bất kỳ trong số này. Ở Hoa Kỳ, đã phát triển một ẩn ý của mánh khóe - người huckster có thể lừa người khác mua các sản phẩm nhái rẻ tiền như thể chúng là hàng thật.

## Ý nghĩa khác

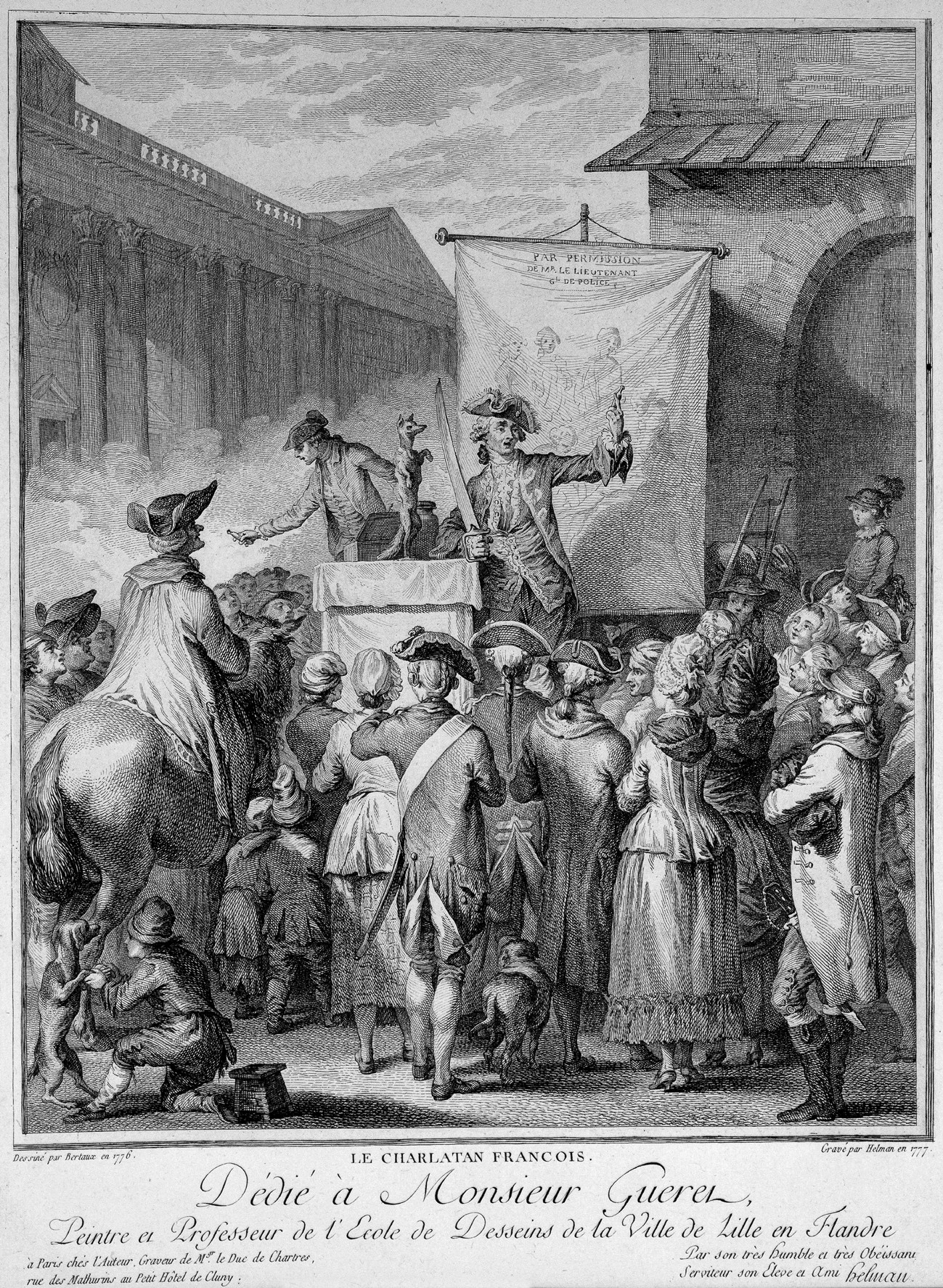
Nhân viên bán thuốc lưu động thường được gọi là 'hucksters'

Thuật ngữ 'huckster', được sử dụng theo những cách khác nhau trên khắp châu Âu và cũng mang những ý nghĩa khác nhau vào những thời điểm khác nhau.

### Ở Scotland
Ở Scotland, thuật ngữ huckster dùng để chỉ một người, thường là một phụ nữ, đã mua hàng hóa, pha loãng và bán lại với số lượng nhỏ cho những người khác quá nghèo không thể mua các sản phẩm chất lượng với giá trị thị trường . Những mặt hàng này có chất lượng kém hơn vì tính kinh tế là tối quan trọng. Scots burghs thường cảm thấy cần phải kiểm soát những người buôn bán vặt vì chúng hoạt động mà không có gian hàng, ở rìa kinh tế. Cụ thể, họ đã bị buộc tội đầu cơ tích trữ, trong trường hợp này là hành vi mua hàng hóa bán buôn, "trước quầy hàng" và do đó trước khi nộp thuế.

### Ở Anh và Châu Âu
Ở Anh và Châu Âu trong thời trung cổ, thuật ngữ 'huckster' đồng nghĩa với người bán hàng rong. Hucksters và người bán rong thuộc về một nhóm lớn các đại lý đã mua cổ phiếu dư thừa từ các thị trường và hội chợ hàng tuần của tỉnh và sau đó bán lại chúng tại các thị trường lớn hơn hàng ngày hoặc tham gia bán hàng tận nhà.
Theo thời gian, sự khác biệt giữa những người buôn bán vặt vãnh và bán hàng rong trở nên rõ rệt hơn. Trong thời trung cổ, thuật ngữ này, huckster, đã đề cập đến các nhà cung cấp thực phẩm trên thị trường trong khi những người bán hàng rong đề cập đến các nhà cung cấp lưu động của một loạt các hàng hóa. Hucksters thường là phụ nữ, những người kinh doanh các mặt hàng giá rẻ như thịt, thịt gia cầm, sữa, bánh mì và đồ nướng bao gồm bánh nướng và bánh ngọt. Họ có nguồn nguyên liệu thô từ nắm giữ của chính họ hoặc mua hàng hóa từ những người bán khác, và mang sản phẩm của họ đến thị trường trong giỏ hoặc trên đầu của họ. Những người phụ nữ này sống ở thị trấn hoặc đi vào khu chợ từ khu vực xung quanh. Hucksters ở dưới cùng của hệ thống phân cấp thị trường, cả về sự giàu có và địa vị vì họ chỉ kiếm được lợi nhuận nhỏ.
Luca Clerici đã thực hiện một nghiên cứu chi tiết về thị trường thực phẩm của Vicenza trong thế kỷ XVI. Ông thấy rằng có nhiều loại đại lý khác nhau hoạt động ngoài thị trường. Ví dụ, trong buôn bán sữa, phô mai và bơ đã được bán bởi các thành viên của hai bang hội thủ công (tức là người bán phó mát là chủ cửa hàng) và của cái gọi là 'người bán lại' (hucksters bán nhiều loại thực phẩm), những người bán khác không đăng ký vào bất kỳ bang hội nào. Các cửa hàng của người bán phó mát được đặt tại tòa thị chính và rất sinh lợi. Những người bán lại và người bán hàng rong làm tăng số lượng người bán, do đó làm tăng sự cạnh tranh, vì lợi ích của người tiêu dùng. Những người bán hàng trực tiếp, những người mang sản phẩm từ vùng nông thôn xung quanh, đã bán sản phẩm của họ thông qua thị trường trung tâm và định giá hàng hóa của họ ở mức thấp hơn đáng kể so với người bán phó mát.

### Ở Philadelphia thế kỷ 20
Ở Philadelphia vào thế kỷ trước, người buôn bán vặt là người đi khắp nơi với giỏ rau của mình. Các xe đẩy có thể đã được cơ khí hoặc thậm chí ngựa kéo. Anh ấy là người mà bạn đã mua tất cả sản phẩm của bạn. Huckster làm cho sự hiện diện của mình được biết đến bằng cách rao to những gì anh ta cung cấp. Trong phương ngữ Philadelphia thời xưa, để nói "như người buôn bán vặt" có nghĩa là quá to trong bài phát biểu của một người.

## Trong văn học và văn hóa đại chúng

### Trong "The Goblin and the Grocer"
Câu chuyện "The Goblin and the Grocer" của Hans Christian Andersen liên quan đến việc bản chất con người bị thu hút bởi trạng thái hạnh phúc như được thể hiện bằng thơ và niềm vui nhục dục như được thể hiện bằng mứt và bơ vào Giáng sinh. Mặc dù câu chuyện đã bị gọi nhầm là "The Goblin and the Huckster", nhưng nó không liên quan gì đến thuật ngữ đó (một cách miệt thị). Grocer, thông qua mặc cả và mặc cả, được coi là siêng năng vì anh ta sở hữu mứt và bơ (niềm vui nhục dục) và học sinh được xem là nghèo nhưng hạnh phúc vì anh ta đánh giá cao vẻ đẹp của thơ hơn tất cả. Trong khi đó, người vợ biết nói của Grocer và chiếc thùng chứa những tờ báo cũ được lưu trữ, cả hai đều có nhiều kiến thức có thẩm quyền để chia sẻ nhưng ít được chú ý so với những ham muốn nguyên thủy của loài người, luôn cạnh tranh để giành lấy sự chú ý của (yêu tinh).

### Hucksterđược sử dụng trong trích dẫn
Hucksters muốn tuyên bố của họ trông giống như khoa học vì một lý do. Khoa học làm việc chăm chỉ để xác định sự thật. Nhưng trông giống như khoa học không giống như có tất cả bằng chứng. Pseudoscience giống như một trò ảo thuật. Có vẻ đáng tin, nhưng tất cả chỉ là ảo ảnh xảo quyệt. Douglas Allchin

### Trong fandom khoa học viễn tưởng
Trong fandom khoa học viễn tưởng, thuật ngữ "huckster" được sử dụng một cách không chuyên nghiệp để chỉ định các đại lý trong các cuốn sách, tạp chí và vật liệu khoa học viễn tưởng, đặc biệt là những người làm việc tại các hội nghị khoa học viễn tưởng.